# Willy Peremans
Willy Peremans (Bornem, 28 juli 1907 - Leuven, 14 augustus 1986) was een Belgisch classicus en hoogleraar aan de Katholieke Universiteit Leuven, specialist van de papyrologie en van de hellenistische cultuur.

## Biografie
Willy Peremans kreeg zijn eerste onderricht van zijn vader, die hoofdonderwijzer was in Branst, een gehucht van Bornem. Hij vervolgde zijn studies aan het Klein Seminarie van Hoogstraten.
In 1925 vatte hij zijn universitaire studies aan bij de Facultés universitaires Saint-Louis in Brussel en vervolgde die aan de Katholieke Universiteit Leuven, waar hij de invloed onderging van Mgr. Louis Théophile Lefort en Mgr. Pieter-Jozef Sencie, stichter in 1924 van Vlaamse Leergangen in Leuven. Hij promoveerde in 1929 tot doctor in de klassieke filologie en in 1931 tot doctor in de geschiedenis. In het academiejaar 1929-1930 was Peremans aspirant van het Nationaal Fonds voor Wetenschappelijk Onderzoek en in 1930-1931 vervulde hij zijn militaire dienstplicht. Lange tijd om zijn opleiding af te ronden zou hem niet meer gegund worden. In 1932 en 1933 studeerde hij in Bonn en in Parijs. Voordien volbracht hij kortstondige verblijven in Athene en in Rome. In 1932 werd hij docent, naast Mgr. Sencie, en in 1935 bevorderde hij tot gewoon hoogleraar.
Peremans trouwde met Paula De Maesschalck († 1983) en zij kregen verschillende kinderen.
In 1936 stichtte hij voor de classici en oudhistorici de faculteitskring Klio, waarin naast ontspanning veel wetenschappelijke en culturele vorming werd aangeboden.
In 1940 werd Peremans in opvolging van Mgr. Sencie algemeen secretaris van Vlaamse Leergangen. In 1967 werd hij voorzitter van de vereniging, een taak die hij tot 1980 vervulde. Hij was betrokken bij de bouw van het Monseigneur Sencie-Instituut evenals van het Huis van de Vlaamse Leergangen.
Hij richtte de Gulden Librije op, een verzamelbibliotheek van Nederlandse vertalingen van Griekse en Latijnse auteurs, naast Nederlandstalige letterkundige werken met thema's ontleend aan de Grieks-Romeinse oudheid. De bibliotheek ging mee op in de vlammen die de universiteitsbibliotheek op 17 mei 1940 verwoestten. Onmiddellijk begon Peremans aan een nieuwe verzameling. In 1972 volgde Andries Welkenhuysen hem als beheerder van de collectie op.
Onder zijn impuls werd de Vlaamse wetenschap aangemoedigd door allerhande initiatieven:
- stichting van een leerstoel Vlaamse Leergangen,
- uitbreiding van prijzen voor de bekroning van jeugdige vorsers,
- creatie van fondsen voor jongeren als complement van de mandaten bij het Nationaal Fonds voor Wetenschappelijk Onderzoek.

Peremans was een van de initiatiefnemers voor de voorbereiding van de autonome Nederlandstalige universiteit en vervolgens van de splitsing in twee onafhankelijke universiteiten. Hij gaf informatie over de vorderingen die werden gemaakt, in verschillende bijdragen over de jaren 1943 tot 1959, die meestal verschenen in het tijdschrift Onze Alma Mater, dat hij in 1947 oprichtte als orgaan van Vlaamse Leergangen in Leuven.
Hij oefende ook beleidsfuncties uit binnen de universiteit. In 1950-1951, 1955-1956 en 1958-1961 was hij decaan van de unitaire faculteit Letteren en Wijsbegeerte. Van 1955 tot 1960 was hij ondervoorzitter van de Universitaire Stichting en van 1952 tot 1955 was hij voorzitter van de Zuidnederlandse Maatschappij voor Taal- en Letterkunde en Geschiedenis en bestuurder van de Francqui-Stichting.

## De hoogleraar
Peremans doceerde hoofdzakelijk in het Nederlands, maar ook in het Frans. Tot de door hem gedoceerde vakken behoorden:
- maatschappij en instellingen van Griekenland en Rome,
- historische kritiek,
- historiografie van de Grieks-Romeinse periode,
- vraagstukken uit de geschiedenis der Oudheid,
- Griekse instellingen,
- Griekse epigrafie,
- papyrologie,
- hellenistische instellingen.

Voor het wetenschappelijk onderzoek bewandelde hij nieuwe paden. Hij bestudeerde de verhouding van de Lagiden tot het buitenland, vanuit politiek en economisch standpunt, een thema dat hij zag als een uitbreiding van de kennis over de algemene Griekse geschiedenis. Peremans lag aan de basis van een nieuwe cursus gewijd aan papyrologie en vervolgens van een cursus over hellenistische instellingen.
In 1942 stichtte hij de Studia Hellenistica en bleef er de uitgever van tot aan zijn dood. Hij had hiermee meteen een instrument waarmee hij de nieuwe aanpak van de studie van het hellenisme in een ruimere context kon plaatsen.
Ook in 1942 publiceerde Peremans samen met J. Vergote het Papyrologisch handboek. In 1971 publiceerde hij Vijfentwintig jaar Papyrologie in Nederland en België, 1945-1970. Hij richtte ook de Prosopographia Ptolemaica op: talrijke boekdelen waarin door vele auteurs de losse papyri werden gegroepeerd tot samenhangende gehelen (archieven over personen, families, bevolkingsgroepen).
Over zijn boek Vreemdelingen en Egyptenaren in Vroeg-Ptolemaeïsch Egypte schreef hij: "Mijn studie distantieerde zich van de stelling die vanaf het begin van de eeuw omzeggens algemeen werd aanvaard en volgens welke een nationale tegenstelling tussen inwijkelingen en Egyptenaren het verloop der feiten beheerste. Het nationalistisch denken van de 19de/20ste eeuw werd zonder meer overgebracht naar de Oudheid. Wij meenden te kunnen vaststellen dat de troebelen in Egypte die vooral vanaf de 2de eeuw v. Chr. het land onveilig maakten, doch waarvan het begin in de 3de eeuw v. Chr. te merken was, vooral van sociale aard waren en dat het nationale element eerder bijkomstig mocht worden genoemd."
Peremans beperkte zijn studies niet tot hellenistisch Egypte. Zijn werk overspande de volledige Grieks-Romeinse oudheid. Hij stelde zich hierbij constant vragen rond de kwaliteit van de beschikbare informatie uit het verleden en rond de historisch-kritische benadering ervan. Oorspronkelijk en vernieuwend was zijn zoeken naar de arbeidswijze van de Griekse en de Latijnse historici zelf, teneinde hun waarde te bepalen voor onze kennis van de oudheid.
Hij was erg geboeid door ruime synthesen, wat tot uiting kwam in heel wat van zijn geschriften, zoals bijvoorbeeld in:
- Hellas en de Westeuropese cultuur (1947, 1963),
- zijn bijdrage tot de geschiedenis der Grieken, 'De hellenistische periode', in de Wereldgeschiedenis, 3de en 4de editie (1952, 1963),
- het onderdeel over 'De Griekse mens' in Basisculturen van de Europese mens (1958),
- zijn artikel over 'Het eigen Griekse' (1966),
- zijn afscheidscollege De Griekse vrijheid. Boodschap en waarschuwing (1978).

Zijn verdiensten en kwaliteiten werden tot ver buiten Leuven naar waarde geschat:
- in het academiejaar 1951-1952 bekleedde hij de Francquizetel aan de Rijksuniversiteit Gent,
- in 1949 en 1961 hield hij een reeks colleges in Nijmegen,
- in 1961 nam hij deel aan de Entretiens sur l'Antiquité classique, georganiseerd door de Fondation Hardt in Genève rond het thema Grecs et Barbares,
- in 1934, 1947 en 1961 hield hij voordrachten in Nijmegen, in 1950 in Gent, in 1960 in Bonn en Münster, in 1962 in Rotterdam, in 1974 in München en Trier, in 1977 in Rijsel,
- op internationale congressen, colloquia en symposia was hij een graag uitgenodigde spreker,
- in 1949 werd hij lid van de Maatschappij der Nederlandse Letterkunde in Leiden en in 1960 van de Accademia di Scienze e Lettere in Milaan,
- van 1952 tot 1955 was hij voorzitter van de Zuidnederlandse Maatschappij voor Taal en Letterkunde en Geschiedenis,
- in de Koninklijke Academie voor Wetenschappen, Letteren en Schone Kunsten van België werd hij in 1948 corresponderend en in 1955 werkend lid. In 1960 was hij bestuurder van de Klasse der Letteren en der Morele en Staatkundige Wetenschappen.

## Publicaties
Een volledige bibliografie van W. Peremans is gepubliceerd in het Jaarboek 1986 van de Koninklijke Vlaamse Academie voor Wetenschappen, Letteren en Schone Kunsten van België.
- Nederlandsch Hooger Onderwijs te Leuven, Leuven, 1943.
- Waarom Vlaamsche Leergangen, Leuven, 1945.
- 'De Vlaamse leergangen te Leuven', in De Antwerpse Gids, 10 mei 1948.
- 'Vlaamse achterstand op wetenschappelijk gebied', in Gazet van Antwerpen, 19 januari 1956.
- 'Vlaamse Leergangen en de Leuvense Universiteit', in Onze Alma Mater, 1959.
- De Griekse vrijheid. Boodschap en waarschuwing, afscheidscollege, Leuven/Hasselt, 1978.
- 'Van Hoogstraten naar Leuven', in 150 jaar Klein Seminarie te Hoogstraten, Hoogstraten 1985.
- 'Vreemdelingen en Egyptenaren in Ptolemaeïsch Egypte', in Academiae Analecta, Klasse der Letteren, 1987.